# کانگ کیونگ هون
کانگ کیونگ هون (کره‌ای: 강경헌؛ زادهٔ ۱۴ مارس ۱۹۷۵) بازیگر اهل کره جنوبی است. او به خاطر ایفای نقش در مجموعه‌های تلویزیونی همچون بی‌خانمان, دکتر وکیل, کیمیای روح و دوران خوش شناخته می‌شود. او همچنین در فیلم‌های شکار و دسی‌بل نیز حضور پیدا کرده‌است.